# John Nunn (athlétisme)
Pour les articles homonymes, voir Nunn.
Cet article concerne un athlète américain. Pour le rameur d'aviron américain, voir John Nunn (aviron). Pour le joueur d'échecs, voir John Nunn.
John Hamilton Nunn (né le 3 février 1978 à Durango) est un athlete américain, spécialiste de la marche.
Il participe aux Jeux olympiques de 2004 sur 20 km marche et aux Jeux olympiques de 2012 sur 50 km marche en établissant à cette occasion son record de 4 h 3 min et 28 s. Il remporte sur 50 km les sélections américaines de 2016 à Santee (Californie), en 4 h 3 min 21 s, nouveau record personnel, puis également le 30 juin 2016 celles du 20 km à Salem (Oregon).